# Holland Cup 2013/2014
De Holland Cup 2013/2014 was het vierde seizoen van deze door de KNSB georganiseerde serie wedstrijden. De Holland Cup was dit jaar, net als het vorige, samengevoegd met enkele traditionele wedstrijden voor Nederlandse subtoppers en bestond nu zowel uit wedstrijden over losse afstanden als verschillende soorten meerkampen. De wedstrijden van de Holland Cup golden tevens als belangrijkste plaatsingswedstrijden voor de Nederlandse kampioenschappen.

## Wedstrijden
| Wedstrijd                                              | Data                | IJsbaan                         | Plaats    | Extra belang                   |
| ------------------------------------------------------ | ------------------- | ------------------------------- | --------- | ------------------------------ |
| Holland Cup afstanden 1 (tevens IJsselcup)             | 12-13 oktober 2013  | De Scheg                        | Deventer  | Plaatsing NK afstanden 2014    |
| Holland Cup afstanden 2                                | 16-17 november 2013 | De Meent                        | Alkmaar   | Plaatsing OKT                  |
| Holland Cup pure sprint                                | 1 december 2013     | De Meent                        | Alkmaar   |                                |
| Holland Cup allround 1 (tevens Eindhoven Trofee)       | 7-8 december 2013   | IJssportcentrum                 | Eindhoven | Plaatsing NK allround 2014     |
| Holland Cup allround 1 (tevens Kraantje Lek Trofee)    | 7-8 december 2013   | Kennemerland                    | Haarlem   | Plaatsing NK allround 2014     |
| Holland Cup sprint 1 (tevens Utrecht City Bokaal)      | 14-15 december 2013 | Vechtsebanen                    | Utrecht   | Plaatsing NK sprint 2014       |
| Holland Cup sprint 2 (weekend van NK Pure sprint 2014) | 1 februari 2014     | De Westfries                    | Hoorn     |                                |
| Holland Cup allround 2 (tevens Gruno Bokaal)           | 1-2 februari 2014   | Kardinge                        | Groningen | Plaatsing NK allround 2014     |
| Holland Cup afstanden 3                                | 15-16 februari 2014 | De Uithof                       | Den Haag  | Plaatsing NK neo-senioren 2014 |
| Holland Cup afstanden 4 Finale                         | 14-16 maart 2014    | Schaats- en Racketcentrum Breda | Breda     | Plaatsing NK afstanden 2015    |

## Winnaars

### Mannen
| Wedstrijd                                | 500 meter                    | Tijd           | 1000 meter       | Tijd             | 1500 meter       | Tijd             | 5000 meter          | Tijd                | Meerkamp                                                                                 |
| ---------------------------------------- | ---------------------------- | -------------- | ---------------- | ---------------- | ---------------- | ---------------- | ------------------- | ------------------- | ---------------------------------------------------------------------------------------- |
| Holland Cup afstanden 1 /IJsselcup       | Jesper HospesSjoerd de Vries | 35,7736,58     | Hein Otterspeer  | 1.11,50          | Thomas Krol      | 1.52,46          | Jorrit Bergsma      | 6.32,37             |                                                                                          |
| Holland Cup afstanden 2                  | Hein Otterspeer              | 36,23          | Gerben Jorritsma | 1.11,72          | Gerben Jorritsma | 1.53,35          | Bob de Vries        | 6.34,47             |                                                                                          |
| Holland Cup pure sprint                  |                              |                |                  |                  |                  |                  |                     |                     | Pure sprint: Bauke Wiersma                                                               |
| Holland Cup allround 1/Eindhoven Trofee  |                              |                |                  |                  |                  |                  |                     |                     | Kleine vierkamp: Thom van Beek                                                           |
| Holland Cup sprint 1/Utrecht City Bokaal |                              |                |                  |                  |                  |                  |                     |                     | Sprintvierkamp: Hein Otterspeer                                                          |
| Holland Cup sprint 2                     |                              |                |                  |                  |                  |                  |                     |                     | Sprinttweekamp: Pim Schipper                                                             |
| Holland Cup allround 2/Gruno Bokaal      |                              |                |                  |                  |                  |                  |                     |                     | Grote vierkamp: Wouter olde Heuvel                                                       |
| Holland Cup afstanden 3                  | Hein Otterspeer              | 35,47          | Sjoerd de Vries  | 1.11,40          | Renz Rotteveel   | 1.50,78          | Renz Rotteveel      | 6.35,39             |                                                                                          |
| Holland Cup afstanden 4 Finale           | Aron Romeijn                 | 35,98          | Pim Schipper     | 1.11,47          | Lucas van Alphen | 1.50,71          | Arjen van der Kieft | 6.37,12             | Pure sprint: Bauke Wiersma                                                               |
| Eindklassement                           | Lennart Velema               | Lennart Velema | Lucas van Alphen | Lucas van Alphen | Lucas van Alphen | Lucas van Alphen | Arjen van der Kieft | Arjen van der Kieft | Pure sprint: Bauke WiersmaSprint: Aron RomeijnAllround: Thom van Beek Wouter olde Heuvel |

### Vrouwen
| Wedstrijd                                  | 500 meter         | Tijd        | 1000 meter        | Tijd            | 1500 meter                           | Tijd               | 3000 meter          | Tijd                | Meerkamp                                                                     |
| ------------------------------------------ | ----------------- | ----------- | ----------------- | --------------- | ------------------------------------ | ------------------ | ------------------- | ------------------- | ---------------------------------------------------------------------------- |
| Holland Cup 1/IJsselcup                    | Thijsje Oenema    | 39,6739,62  | Natasja Bruintjes | 1.20,64         | Annouk van der Weijden               | 2.02,91            | Yvonne Nauta        | 4.15,88             |                                                                              |
| Holland Cup 2                              | Annette Gerritsen | 39,98       | Annette Gerritsen | 1.20,43         | Marije Joling                        | 2.02,79            | Diane Valkenburg    | 4.16,46             |                                                                              |
| Holland Cup pure sprint                    |                   |             |                   |                 |                                      |                    |                     |                     | Pure sprint: Floor van den Brandt                                            |
| Holland Cup allround 1/Kraantje Lek Trofee |                   |             |                   |                 |                                      |                    |                     |                     | Minivierkamp: Yvonne Nauta                                                   |
| Holland Cup sprint 1/Utrecht City Bokaal   |                   |             |                   |                 |                                      |                    |                     |                     | Sprintvierkamp: Natasja Bruintjes                                            |
| Holland Cup sprint 2                       |                   |             |                   |                 |                                      |                    |                     |                     | Sprinttweekamp: Janine Smit                                                  |
| Holland Cup allround 2/Gruno Bokaal        |                   |             |                   |                 |                                      |                    |                     |                     | Kleine vierkamp: Jorien Voorhuis                                             |
| Holland Cup afstanden 3                    | Mayon Kuipers     | 39,74       | Thijsje Oenema    | 1.19,69         | Diane Valkenburg                     | 2.04,27            | Jorien Voorhuis     | 4.13,97             |                                                                              |
| Holland Cup afstanden 4 Finale             | Janine Smit       | 39,31       | Janine Smit       | 1.20,39         | Roxanne van Hemert & Letitia de Jong | 2.03,68            | Carlijn Achtereekte | 4.17,72             | Pure sprint: Floor van den Brandt                                            |
| Eindklassement                             | Janine Smit       | Janine Smit | Letitia de Jong   | Letitia de Jong | Roxanne van Hemert                   | Roxanne van Hemert | Carlijn Achtereekte | Carlijn Achtereekte | Pure sprint: Floor van den BrandtSprint: Janine SmitAllround: Irene Schouten |

2010/2011 · 
2011/2012 · 
2012/2013 · 
2013/2014 · 
2014/2015 · 
2015/2016 · 
2016/2017 · 
2017/2018 · 
2018/2019 · 
2019/2020 · 
2020/2021 · 
2021/2022 · 
2022/2023 · 
2023/2024 · 
2024/2025